# 吴克明 (1939年)
吴克明（1939年—），中华人民共和国政治人物、外交官。
1995年，接替胡昌林担任中华人民共和国驻土耳其大使。1997年，由姚匡乙接任。